# Sokolovac
Pour les articles homonymes, voir Sokolovac (homonymie).
Sokolovac est un village et une municipalité située dans le comitat de Koprivnica-Križevci, en Croatie. Au recensement de 2001, la municipalité comptait 3 964 habitants, dont 83,50 % de Croates et 11,68 % de Serbes ; le village seul comptait 566 habitants.

## Localités
La municipalité de Sokolovac compte 32 localités :
| - Brđani Sokolovački - Domaji - Donja Velika - Donjara - Donji Maslarac - Gornja Velika - Gornji Maslarac - Grdak - Hudovljani - Jankovac - Kamenica | - Ladislav Sokolovački - Lepavina - Mala Branjska - Mala Mučna - Mali Botinovac - Mali Grabičani - Mali Poganac - Miličani - Paunovac - Peščenik - Prnjavor Lepavinski | - Rijeka Koprivnička - Rovištanci - Sokolovac - Srijem - Široko Selo - Trnovac Sokolovački - Velika Branjska - Velika Mučna - Veliki Botinovac - Vrhovac Sokolovački |